# Llista de topònims de Gualba
Llista de topònims (noms propis de lloc) del municipi de Gualba, al Vallès Oriental
Informació actualitzada per un bot. Els canvis manuals es perdran quan s'actualitzi!

## aqüeducte
| imatge | Nom                         | Ubicat a | instància de   | Detalls                       | coordenades                                                                                           | Protecció                                  | Commons (més fotos) | Dades a WD                    |
| ------ | --------------------------- | -------- | -------------- | ----------------------------- | --- | ------------------------------------------ | ------------------- | ----------------------------- |
|        | Aqüeducte de Can Cambó      | Gualba   | aqüeducte pont | 20th century Estat: bon estat | 41° 43′ 00″ N, 2° 31′ 13″ E / 41.71679°N,2.52017°E ca:Al costat de Can Cambó                          | bé integrant del patrimoni cultural català |                     | Modifica les dades a Wikidata |
|        | Aqüeducte de Cases Blanques | Gualba   | aqüeducte pont | Estat: bon estat              | 41° 43′ 44″ N, 2° 30′ 43″ E / 41.72886°N,2.51183°E ca:Al torrent de la Sibina, al costat de Cal Dragó |                                            |                     | Modifica les dades a Wikidata |

## casa
| imatge | Nom                                 | Ubicat a | instància de | Detalls                                | coordenades                                                                | Protecció                                  | Commons (més fotos) | Dades a WD                    |
| ------ | ----------------------------------- | -------- | ------------ | -------------------------------------- | -------------------------------------------------------------------------- | ------------------------------------------ | ------------------- | ----------------------------- |
|        | Cal Ferrer de Baix (Gualba de Baix) | Gualba   | casa         |                                        | 41° 42′ 36″ N, 2° 31′ 48″ E / 41.70996°N,2.5301°E ca:Camí Ral, 144         |                                            |                     | Modifica les dades a Wikidata |
|        | Cal Moliner                         | Gualba   | casa         | 20th century                           | 41° 42′ 37″ N, 2° 31′ 51″ E / 41.71031°N,2.53087°E ca:Camí Ral, 173        |                                            |                     | Modifica les dades a Wikidata |
|        | Can Dalmau                          | Gualba   | casa         | Estil: historicisme arquitectònic 1906 | 41° 43′ 49″ N, 2° 30′ 14″ E / 41.73039°N,2.50401°E ca:Pg. del Montseny, 50 | bé integrant del patrimoni cultural català | Can Dalmau (Gualba) | Modifica les dades a Wikidata |
|        | Can Dansa                           | Gualba   | casa         |                                        | 41° 43′ 21″ N, 2° 31′ 59″ E / 41.72256°N,2.53307°E ca:Camí de Can Dansa    |                                            |                     | Modifica les dades a Wikidata |
|        | Can Moran                           | Gualba   | casa         | Estil: noucentisme 1927                | 41° 43′ 49″ N, 2° 30′ 16″ E / 41.73018°N,2.50431°E ca:Pg. del Montseny, 54 | bé integrant del patrimoni cultural català | Can Moran (Gualba)  | Modifica les dades a Wikidata |
|        | Can Pep                             | Gualba   | casa         | 1700                                   | 41° 42′ 36″ N, 2° 31′ 47″ E / 41.70993°N,2.52977°E ca:Camí Ral, 134        |                                            |                     | Modifica les dades a Wikidata |
|        | Can Ragué                           | Gualba   | casa         | Estil: arquitectura eclèctica          | 41° 43′ 52″ N, 2° 30′ 12″ E / 41.73111°N,2.50345°E ca:Pg. del Montseny, 25 | bé integrant del patrimoni cultural català | Can Ragué (Gualba)  | Modifica les dades a Wikidata |

## curs d'aigua
| imatge | Nom             | Ubicat a                      | instància de | Detalls                                   | coordenades                                                                                               | Protecció | Commons (més fotos) | Dades a WD                    |
| ------ | --------------- | ----------------------------- | ------------ | ----------------------------------------- | --- | --------- | ------------------- | ----------------------------- |
|        | la Tordera      | Selva Vallès Oriental Maresme | curs d'aigua | Desemboca: mar Mediterrània Llarg: 61.5km | 41° 48′ 13″ N, 2° 25′ 05″ E / 41.803521°N,2.418014°E 41° 39′ 03″ N, 2° 46′ 39″ E / 41.650939°N,2.777482°E |           | Tordera River       | Modifica les dades a Wikidata |
|        | riera de Gualba | Gualba Fogars de Montclús     | curs d'aigua | Desemboca: la Tordera                     | 41° 42′ 40″ N, 2° 32′ 02″ E / 41.711065°N,2.533996°E 41° 46′ 48″ N, 2° 26′ 02″ E / 41.779922°N,2.433873°E |           | Riera de Gualba     | Modifica les dades a Wikidata |

## edifici
| imatge | Nom                     | Ubicat a | instància de | Detalls                          | coordenades                                                           | Protecció                                  | Commons (més fotos)             | Dades a WD                    |
| ------ | ----------------------- | -------- | ------------ | -------------------------------- | --------------------------------------------------------------------- | ------------------------------------------ | ------------------------------- | ----------------------------- |
|        | Casal de Gualba de Baix | Gualba   | edifici      | 1997                             | 41° 42′ 37″ N, 2° 31′ 50″ E / 41.71028°N,2.53047°E ca:Camí Ral, 165   |                                            |                                 | Modifica les dades a Wikidata |
|        | Farga de l'Aram         | Gualba   | edifici      | Estil: arquitectura popular 1843 | 41° 44′ 47″ N, 2° 29′ 25″ E / 41.74628°N,2.49027°E ca:Riera de Gualba | bé integrant del patrimoni cultural català |                                 | Modifica les dades a Wikidata |
|        | Residència Jesús Obrer  | Gualba   | edifici      | Estil: noucentisme               | 41° 43′ 48″ N, 2° 30′ 16″ E / 41.73009°N,2.50444°E                    | bé integrant del patrimoni cultural català | Residència Jesús Obrer (Gualba) | Modifica les dades a Wikidata |

## entitat singular de població
| imatge | Nom            | Ubicat a | instància de                                                                   | Detalls | coordenades | Protecció | Commons (més fotos)  | Dades a WD                    |
| ------ | -------------- | -------- | ------------------------------------------------------------------------------ | ------- | --- | --------- | -------------------- | ----------------------------- |
|        | Can Figueres   | Gualba   | entitat singular de població                                                   | 251 hab | 41° 44′ 02″ N, 2° 29′ 57″ E / 41.73376956°N,2.499116427°E 189 msnm                                                   |           | Can Figueres (nucli) | Modifica les dades a Wikidata |
|        | Can Plana      | Gualba   | entitat singular de població                                                   | 254 hab | 41° 43′ 04″ N, 2° 31′ 53″ E / 41.7178543°N,2.531412909°E 152 msnm                                                    |           |                      | Modifica les dades a Wikidata |
|        | Gualba         | Gualba   | entitat singular de població capital municipal ens local històric de Catalunya | 636 hab | 41° 43′ 55″ N, 2° 30′ 07″ E / 41.73202048°N,2.50180713°E 178 msnm                                                    |           |                      | Modifica les dades a Wikidata |
|        | Gualba de Baix | Gualba   | entitat singular de població                                                   | 164 hab | 41° 42′ 36″ N, 2° 31′ 35″ E / 41.7100543561138°N,2.5265205205917°E ca:Nucli al costat de la carretera C-251 108 msnm |           |                      | Modifica les dades a Wikidata |
|        | Llobregosa, la | Gualba   | entitat singular de població                                                   | 46 hab  | 41° 43′ 57″ N, 2° 30′ 22″ E / 41.7324636°N,2.50614549°E 175 msnm                                                     |           |                      | Modifica les dades a Wikidata |
|        | Royal Park     | Gualba   | entitat singular de població                                                   | 143 hab | 41° 43′ 53″ N, 2° 31′ 48″ E / 41.731306806398°N,2.52987556080034°E 165 msnm                                          |           |                      | Modifica les dades a Wikidata |
|        | l'Estació      | Gualba   | entitat singular de població                                                   | 127 hab | 41° 43′ 06″ N, 2° 32′ 18″ E / 41.71823149°N,2.53842421°E 106 msnm                                                    |           |                      | Modifica les dades a Wikidata |
|        | la Barceloneta | Gualba   | entitat singular de població                                                   | 122 hab | 41° 43′ 25″ N, 2° 30′ 58″ E / 41.72362004°N,2.515987227°E 134 msnm                                                   |           |                      | Modifica les dades a Wikidata |

## església
| imatge | Nom                      | Ubicat a | instància de                 | Detalls                      | coordenades | Protecció                                  | Commons (més fotos)      | Dades a WD                    |
| ------ | ------------------------ | -------- | ---------------------------- | ---------------------------- | --- | ------------------------------------------ | ------------------------ | ----------------------------- |
|        | Sant Cristòfol de Gualba | Gualba   | església                     | Estil: arquitectura popular  | 41° 43′ 51″ N, 2° 30′ 24″ E / 41.73076°N,2.5068°E ca:Al costat del cementiri                                         | bé integrant del patrimoni cultural català | Sant Cristòfol de Gualba | Modifica les dades a Wikidata |
|        | Sant Vicenç de Gualba    | Gualba   | església església parroquial | Estil: arquitectura romànica | 41° 43′ 54″ N, 2° 30′ 09″ E / 41.731666666667°N,2.5025°E ca:Passeig del Montseny, en front de la Plaça de Joan Ragué | bé integrant del patrimoni cultural català | Sant Vicenç de Gualba    | Modifica les dades a Wikidata |

## forn de calç
| imatge | Nom                         | Ubicat a | instància de | Detalls                     | coordenades                                                                                         | Protecció                                  | Commons (més fotos) | Dades a WD                    |
| ------ | --------------------------- | -------- | ------------ | --------------------------- | --------------------------------------------------------------------------------------------------- | ------------------------------------------ | ------------------- | ----------------------------- |
|        | Forn de la riera            | Gualba   | forn de calç | Estil: arquitectura popular | | bé integrant del patrimoni cultural català |                     | Modifica les dades a Wikidata |
|        | forn de calç de Can Muntada | Gualba   | forn de calç |                             | 41° 43′ 41″ N, 2° 31′ 11″ E / 41.72792°N,2.51976°E ca:Prop del límit amb Bigues i Riells i Viabrea. |                                            |                     | Modifica les dades a Wikidata |

## masia
| imatge | Nom                        | Ubicat a | instància de | Detalls                                          | coordenades | Protecció                                  | Commons (més fotos)     | Dades a WD                    |
| ------ | -------------------------- | -------- | ------------ | ------------------------------------------------ | --- | ------------------------------------------ | ----------------------- | ----------------------------- |
|        | Baladrell                  | Gualba   | masia        |                                                  | 41° 45′ 57″ N, 2° 28′ 39″ E / 41.7659191643179°N,2.47737371261983°E                                                           |                                            |                         | Modifica les dades a Wikidata |
|        | Ca l'Abat                  | Gualba   | masia        |                                                  | 41° 43′ 28″ N, 2° 30′ 50″ E / 41.7245387707776°N,2.51382615341186°E                                                           |                                            |                         | Modifica les dades a Wikidata |
|        | Ca n'Amat                  | Gualba   | masia        | Estil: noucentisme                               | 41° 42′ 57″ N, 2° 31′ 35″ E / 41.7159621306347°N,2.52630886393083°E ca:Crtra. De Gualba                                       |                                            |                         | Modifica les dades a Wikidata |
|        | Cal Gaito                  | Gualba   | masia        |                                                  | 41° 43′ 16″ N, 2° 30′ 46″ E / 41.721156646143°N,2.51276963779969°E ca:La Barceloneta                                          |                                            |                         | Modifica les dades a Wikidata |
|        | Cal Gavardina              | Gualba   | masia        |                                                  | 41° 43′ 16″ N, 2° 30′ 34″ E / 41.7210158701157°N,2.50932029994494°E                                                           |                                            |                         | Modifica les dades a Wikidata |
|        | Cal Gaveller               | Gualba   | masia        |                                                  | 41° 44′ 32″ N, 2° 30′ 08″ E / 41.7422693548749°N,2.50230355498891°E                                                           |                                            |                         | Modifica les dades a Wikidata |
|        | Cal Messeguer              | Gualba   | masia        |                                                  | 41° 43′ 13″ N, 2° 31′ 59″ E / 41.7201963032588°N,2.53311837629276°E                                                           |                                            |                         | Modifica les dades a Wikidata |
|        | Cal Monjó                  | Gualba   | masia        |                                                  | 41° 43′ 13″ N, 2° 30′ 50″ E / 41.7201889538307°N,2.51396714050395°E                                                           |                                            |                         | Modifica les dades a Wikidata |
|        | Cal Moro                   | Gualba   | masia        |                                                  | 41° 43′ 26″ N, 2° 29′ 33″ E / 41.7238606383886°N,2.4923945546696°E                                                            |                                            |                         | Modifica les dades a Wikidata |
|        | Cal Neiro                  | Gualba   | masia        |                                                  | 41° 43′ 00″ N, 2° 32′ 06″ E / 41.7167359924831°N,2.53494664750779°E                                                           |                                            |                         | Modifica les dades a Wikidata |
|        | Cal Plomes                 | Gualba   | masia        |                                                  | 41° 45′ 45″ N, 2° 30′ 16″ E / 41.7625619472397°N,2.50433624359461°E                                                           |                                            |                         | Modifica les dades a Wikidata |
|        | Cal Sastre                 | Gualba   | masia        |                                                  | 41° 43′ 26″ N, 2° 31′ 05″ E / 41.7238896420155°N,2.51795488123337°E                                                           |                                            |                         | Modifica les dades a Wikidata |
|        | Can Berenguer              | Gualba   | masia        | 15th century                                     | 41° 45′ 28″ N, 2° 29′ 59″ E / 41.757729588635°N,2.4996715242721°E ca:Camí de Riells                                           |                                            |                         | Modifica les dades a Wikidata |
|        | Can Bosquerons             | Gualba   | masia        |                                                  | 41° 43′ 46″ N, 2° 30′ 04″ E / 41.7295468297005°N,2.50124747369977°E                                                           |                                            |                         | Modifica les dades a Wikidata |
|        | Can Cambó                  | Gualba   | masia        |                                                  | 41° 42′ 58″ N, 2° 31′ 20″ E / 41.7160801623423°N,2.52218466154061°E                                                           |                                            |                         | Modifica les dades a Wikidata |
|        | Can Cambó Vell             | Gualba   | masia        | Estil: noucentisme 1940                          | 41° 42′ 56″ N, 2° 31′ 19″ E / 41.71566°N,2.52195°E ca:Crtra. de Sant Celoni                                                   | bé integrant del patrimoni cultural català | Can Cambó Vell (Gualba) | Modifica les dades a Wikidata |
|        | Can Campeny                | Gualba   | masia        |                                                  | 41° 44′ 25″ N, 2° 30′ 32″ E / 41.7402435566996°N,2.50876507393813°E ca:Camí de Can Plana                                      |                                            |                         | Modifica les dades a Wikidata |
|        | Can Canals                 | Gualba   | masia        |                                                  | 41° 43′ 56″ N, 2° 29′ 32″ E / 41.7323357695323°N,2.492279737417°E ca:Camí de Campins                                          |                                            |                         | Modifica les dades a Wikidata |
|        | Can Casanova               | Gualba   | masia        |                                                  | 41° 44′ 04″ N, 2° 29′ 36″ E / 41.7345647321622°N,2.49323619466505°E                                                           |                                            |                         | Modifica les dades a Wikidata |
|        | Can Conill Xic             | Gualba   | masia        |                                                  | 41° 43′ 20″ N, 2° 30′ 13″ E / 41.7223508469403°N,2.50347920606869°E                                                           |                                            |                         | Modifica les dades a Wikidata |
|        | Can Corbera                | Gualba   | masia        |                                                  | 41° 45′ 31″ N, 2° 28′ 41″ E / 41.7585364863283°N,2.47804711078492°E ca:Al límit amb Fogars de Montclús, sota el turó de Morou |                                            |                         | Modifica les dades a Wikidata |
|        | Can Dragó                  | Gualba   | masia        |                                                  | 41° 43′ 44″ N, 2° 30′ 40″ E / 41.729004°N,2.51106°E 156 msnm                                                                  |                                            | Can Dragó (Gualba)      | Modifica les dades a Wikidata |
|        | Can Duran                  | Gualba   | masia        |                                                  | 41° 44′ 14″ N, 2° 30′ 08″ E / 41.7373245522321°N,2.50231768358344°E                                                           |                                            |                         | Modifica les dades a Wikidata |
|        | Can Figueres               | Gualba   | masia        | Estil: arquitectura popular                      | 41° 44′ 01″ N, 2° 29′ 58″ E / 41.73368°N,2.49931°E ca:Pg. de Can Figueres                                                     | bé integrant del patrimoni cultural català | Can Figueres (Gualba)   | Modifica les dades a Wikidata |
|        | Can Font                   | Gualba   | masia        | 1766                                             | 41° 44′ 07″ N, 2° 29′ 06″ E / 41.7353026888707°N,2.4849932937304°E ca:Camí de Can Font                                        |                                            |                         | Modifica les dades a Wikidata |
|        | Can Font de Corts          | Gualba   | masia        |                                                  | 41° 45′ 53″ N, 2° 29′ 09″ E / 41.7648047388915°N,2.4859003289728°E                                                            |                                            |                         | Modifica les dades a Wikidata |
|        | Can Joan Vernedes          | Gualba   | masia        |                                                  | 41° 43′ 50″ N, 2° 30′ 41″ E / 41.7306444747787°N,2.51144744272287°E                                                           |                                            |                         | Modifica les dades a Wikidata |
|        | Can Masferrer              | Gualba   | masia        | Estil: arquitectura popular 15th century         | 41° 43′ 18″ N, 2° 31′ 20″ E / 41.72173°N,2.52222°E ca:Barri de la Barceloneta                                                 | bé integrant del patrimoni cultural català | Can Masferrer           | Modifica les dades a Wikidata |
|        | Can Mata                   | Gualba   | masia        | 19th century                                     | 41° 43′ 51″ N, 2° 29′ 07″ E / 41.730880980445°N,2.4851608789578°E ca:Camí de Can Mata                                         |                                            |                         | Modifica les dades a Wikidata |
|        | Can Mirabò                 | Gualba   | masia        |                                                  | 41° 43′ 13″ N, 2° 30′ 48″ E / 41.720402623586°N,2.51337644312011°E                                                            |                                            |                         | Modifica les dades a Wikidata |
|        | Can Monteys                | Gualba   | masia        | Estil: modernisme català arquitectura modernista | 41° 43′ 47″ N, 2° 30′ 08″ E / 41.72983°N,2.50234°E ca:Passeig Monteys                                                         | bé integrant del patrimoni cultural català | Can Monteys (Gualba)    | Modifica les dades a Wikidata |
|        | Can Muntada                | Gualba   | masia        |                                                  | 41° 43′ 30″ N, 2° 31′ 16″ E / 41.724912°N,2.520978°E ca:Camí de can Picolí. A la Barceloneta 140 msnm                         |                                            |                         | Modifica les dades a Wikidata |
|        | Can Pa-i-nous              | Gualba   | masia        |                                                  | 41° 44′ 15″ N, 2° 29′ 52″ E / 41.737484383917°N,2.49765060492376°E                                                            |                                            |                         | Modifica les dades a Wikidata |
|        | Can Palló                  | Gualba   | masia        |                                                  | 41° 45′ 35″ N, 2° 30′ 50″ E / 41.7597300713999°N,2.51401774664309°E                                                           |                                            |                         | Modifica les dades a Wikidata |
|        | Can Pasqual                | Gualba   | masia        |                                                  | 41° 43′ 26″ N, 2° 31′ 04″ E / 41.723927°N,2.517693°E ca:Barri de la Barceloneta 194 msnm                                      |                                            | Can Pasqual (Gualba)    | Modifica les dades a Wikidata |
|        | Can Pau                    | Gualba   | masia        |                                                  | 41° 43′ 13″ N, 2° 31′ 10″ E / 41.7202026003785°N,2.5193529625213°E                                                            |                                            |                         | Modifica les dades a Wikidata |
|        | Can Pau Nou                | Gualba   | masia        |                                                  | 41° 43′ 08″ N, 2° 31′ 21″ E / 41.7188466486649°N,2.52250078271879°E                                                           |                                            |                         | Modifica les dades a Wikidata |
|        | Can Penjarella             | Gualba   | masia        |                                                  | 41° 43′ 29″ N, 2° 31′ 01″ E / 41.724691°N,2.516822°E ca:Barri de la Barceloneta 137 msnm                                      |                                            | Can Penjarella (Gualba) | Modifica les dades a Wikidata |
|        | Can Pere Maimó             | Gualba   | masia        |                                                  | 41° 43′ 29″ N, 2° 31′ 03″ E / 41.7245992603807°N,2.51749270419689°E                                                           |                                            |                         | Modifica les dades a Wikidata |
|        | Can Pinyarro               | Gualba   | masia        |                                                  | 41° 44′ 23″ N, 2° 28′ 58″ E / 41.7397151013168°N,2.48275732160777°E                                                           |                                            |                         | Modifica les dades a Wikidata |
|        | Can Plans Nou              | Gualba   | masia        |                                                  | 41° 44′ 41″ N, 2° 30′ 04″ E / 41.7448307440849°N,2.50100893962964°E ca:Camí de Can Plans                                      |                                            |                         | Modifica les dades a Wikidata |
|        | Can Plans Vell             | Gualba   | masia        | 15th century                                     | 41° 44′ 40″ N, 2° 30′ 02″ E / 41.7445311183015°N,2.50045803192532°E ca:Camí antic de Riells                                   |                                            |                         | Modifica les dades a Wikidata |
|        | Can Plans de Baix          | Gualba   | masia        |                                                  | 41° 44′ 35″ N, 2° 30′ 25″ E / 41.7430094423132°N,2.50683179446759°E                                                           |                                            |                         | Modifica les dades a Wikidata |
|        | Can Po                     | Gualba   | masia        |                                                  | 41° 44′ 04″ N, 2° 30′ 14″ E / 41.7344578492382°N,2.50383089065403°E ca:Camí de Manera                                         |                                            |                         | Modifica les dades a Wikidata |
|        | Can Prat                   | Gualba   | masia        |                                                  | 41° 45′ 15″ N, 2° 29′ 47″ E / 41.7542495785647°N,2.49630502044404°E ca:Camí de Riells                                         |                                            |                         | Modifica les dades a Wikidata |
|        | Can Puig                   | Gualba   | masia        |                                                  | 41° 43′ 59″ N, 2° 30′ 55″ E / 41.733155389872°N,2.51521615507623°E ca:Prop del torrent de can Sibina                          |                                            |                         | Modifica les dades a Wikidata |
|        | Can Renau                  | Gualba   | masia        |                                                  | 41° 43′ 07″ N, 2° 31′ 28″ E / 41.7184949002782°N,2.52455912062482°E ca:Al costat de la carretera BV5115                       |                                            |                         | Modifica les dades a Wikidata |
|        | Can Renau de la Torre      | Gualba   | masia        |                                                  | 41° 44′ 13″ N, 2° 30′ 07″ E / 41.7369088354631°N,2.5019962109088°E ca:Camí del RACC                                           |                                            |                         | Modifica les dades a Wikidata |
|        | Can Roig                   | Gualba   | masia        |                                                  | 41° 43′ 52″ N, 2° 30′ 04″ E / 41.731012°N,2.501029°E ca:Martí Joan de Gualba 185 msnm                                         |                                            | Can Roig (Gualba)       | Modifica les dades a Wikidata |
|        | Can Rosers                 | Gualba   | masia        |                                                  | 41° 43′ 31″ N, 2° 31′ 15″ E / 41.7254055422027°N,2.52075696145849°E                                                           |                                            |                         | Modifica les dades a Wikidata |
|        | Can Sala                   | Gualba   | masia        |                                                  | 41° 44′ 59″ N, 2° 29′ 19″ E / 41.749793070583°N,2.48859404104783°E                                                            |                                            |                         | Modifica les dades a Wikidata |
|        | Can Sibina                 | Gualba   | masia        | Estil: arquitectura popular                      | 41° 44′ 16″ N, 2° 30′ 43″ E / 41.73778°N,2.51183°E ca:Finca de Can Sibina                                                     | bé integrant del patrimoni cultural català |                         | Modifica les dades a Wikidata |
|        | Can Toset                  | Gualba   | masia        |                                                  | 41° 42′ 57″ N, 2° 32′ 11″ E / 41.715850097777°N,2.5363835740529°E                                                             |                                            |                         | Modifica les dades a Wikidata |
|        | Can Viader                 | Gualba   | masia        | Estil: gòtic tardà                               | 41° 45′ 03″ N, 2° 30′ 46″ E / 41.7507893861005°N,2.51266590096858°E ca:al límit NE del terme                                  | bé cultural d'interès local                |                         | Modifica les dades a Wikidata |
|        | Can Viador                 | Gualba   | masia        |                                                  | 41° 44′ 13″ N, 2° 29′ 42″ E / 41.7368059724874°N,2.49493818616663°E                                                           |                                            |                         | Modifica les dades a Wikidata |
|        | Can Zidró                  | Gualba   | masia        |                                                  | 41° 44′ 00″ N, 2° 29′ 10″ E / 41.7334612636415°N,2.48611426859963°E                                                           |                                            |                         | Modifica les dades a Wikidata |
|        | Casa Max                   | Gualba   | masia        |                                                  | 41° 42′ 45″ N, 2° 31′ 37″ E / 41.7126054129934°N,2.52701869162896°E                                                           |                                            |                         | Modifica les dades a Wikidata |
|        | Cases Blanques             | Gualba   | masia        |                                                  | 41° 43′ 47″ N, 2° 30′ 38″ E / 41.7296587463299°N,2.5105170460657°E                                                            |                                            |                         | Modifica les dades a Wikidata |
|        | Mas Petit                  | Gualba   | masia        |                                                  | 41° 44′ 32″ N, 2° 30′ 47″ E / 41.7423520076151°N,2.51318670259967°E                                                           |                                            |                         | Modifica les dades a Wikidata |
|        | el Roquer                  | Gualba   | masia        |                                                  | 41° 44′ 44″ N, 2° 30′ 33″ E / 41.7454967991636°N,2.50926624142358°E ca:Al camí de Can Viader Vell                             |                                            |                         | Modifica les dades a Wikidata |
|        | la Coma                    | Gualba   | masia        |                                                  | 41° 44′ 03″ N, 2° 29′ 45″ E / 41.7342791461735°N,2.49588388976636°E                                                           |                                            |                         | Modifica les dades a Wikidata |
|        | la Coma Vella              | Gualba   | masia        |                                                  | 41° 44′ 09″ N, 2° 29′ 41″ E / 41.7358056966337°N,2.49482577238001°E                                                           |                                            |                         | Modifica les dades a Wikidata |
|        | les Torres de Vil·la Maria | Gualba   | masia        |                                                  | 41° 43′ 16″ N, 2° 31′ 01″ E / 41.721048213739°N,2.51695422110356°E                                                            |                                            |                         | Modifica les dades a Wikidata |

## muntanya
| imatge | Nom                   | Ubicat a                                   | instància de | Detalls | coordenades                                                                   | Protecció | Commons (més fotos)   | Dades a WD                    |
| ------ | --------------------- | ------------------------------------------ | ------------ | ------- | ----------------------------------------------------------------------------- | --------- | --------------------- | ----------------------------- |
|        | Castell de Can Prat   | Gualba                                     | muntanya     |         | 41° 45′ 19″ N, 2° 29′ 25″ E / 41.755363°N,2.490268°E 779 msnm                 |           | Castell de Can Prat   | Modifica les dades a Wikidata |
|        | Turó de Can Berenguer | Gualba                                     | muntanya     |         | 41° 45′ 32″ N, 2° 30′ 22″ E / 41.7588°N,2.50608°E 681 msnm                    |           | Turó de Can Berenguer | Modifica les dades a Wikidata |
|        | Turó de Martinell     | Gualba                                     | muntanya     |         | 41° 45′ 26″ N, 2° 30′ 32″ E / 41.757276°N,2.508782°E 611.6 msnm               |           | Turó de Martinell     | Modifica les dades a Wikidata |
|        | Turó de Moixell       | Gualba                                     | muntanya     |         | 41° 45′ 06″ N, 2° 30′ 08″ E / 41.7518°N,2.50231°E 581.1 msnm                  |           |                       | Modifica les dades a Wikidata |
|        | Turó de Morou         | Riells i Viabrea Fogars de Montclús Gualba | muntanya     |         | 41° 46′ 22″ N, 2° 28′ 51″ E / 41.772777777778°N,2.4808333333333°E 1311.7 msnm |           | Turó de Morou         | Modifica les dades a Wikidata |

## pedrera
| imatge | Nom                     | Ubicat a | instància de | Detalls | coordenades                                                         | Protecció | Commons (més fotos) | Dades a WD                    |
| ------ | ----------------------- | -------- | ------------ | ------- | ------------------------------------------------------------------- | --------- | ------------------- | ----------------------------- |
|        | Pedrera de la Meca      | Gualba   | pedrera      |         | 41° 44′ 54″ N, 2° 29′ 55″ E / 41.7482428789527°N,2.49858906896548°E |           |                     | Modifica les dades a Wikidata |
|        | Pedreres Aimar          | Gualba   | pedrera      |         | 41° 44′ 29″ N, 2° 29′ 03″ E / 41.7413698152818°N,2.48418717388485°E |           |                     | Modifica les dades a Wikidata |
|        | Pedreres de l'Americano | Gualba   | pedrera      |         | 41° 44′ 42″ N, 2° 29′ 05″ E / 41.7451285793455°N,2.48481856373969°E |           |                     | Modifica les dades a Wikidata |

## pont
| imatge | Nom                         | Ubicat a | instància de | Detalls | coordenades                                                                                            | Protecció                                  | Commons (més fotos)         | Dades a WD                    |
| ------ | --------------------------- | -------- | ------------ | --- | --- | ------------------------------------------ | --------------------------- | ----------------------------- |
|        | Pont de Can Dragó           | Gualba   | pont         | Estat: bon estat                                                                                            | 41° 43′ 46″ N, 2° 30′ 33″ E / 41.72941°N,2.5093°E ca:Camí de Can Dragó i les Carnisseries              |                                            |                             | Modifica les dades a Wikidata |
|        | Pont de Gualba              | Gualba   | pont         | Estil: arquitectura popular 19th century Travessa: riera de Gualba Hi passa: línia Barcelona-Girona-Portbou | 41° 42′ 46″ N, 2° 31′ 48″ E / 41.71274°N,2.53007°E ca:Crtra. de Sant Celoni                            | bé integrant del patrimoni cultural català |                             | Modifica les dades a Wikidata |
|        | el Pont de Fusta            | Gualba   | pont         | Travessa: la Tordera                                                                                        | 41° 42′ 19″ N, 2° 31′ 19″ E / 41.70527979855°N,2.52197617011144°E                                      |                                            |                             | Modifica les dades a Wikidata |
|        | pont de Ca l'Illa           | Gualba   | pont         | Estil: arquitectura popular Travessa: riera de Gualba Estat: bon estat                                      | 41° 44′ 22″ N, 2° 29′ 42″ E / 41.73948°N,2.49507°E ca:Al nord de Cal Illa en direcció al Parc del RACC | bé integrant del patrimoni cultural català | Pont de Ca l'Illa           | Modifica les dades a Wikidata |
|        | pont del Molí d'en Figueres | Gualba   | pont         | Estil: arquitectura popular Travessa: riera de Gualba Estat: bon estat                                      | 41° 44′ 01″ N, 2° 30′ 12″ E / 41.73358°N,2.5033°E ca:Davant del Molí d'en Figueres                     | bé integrant del patrimoni cultural català | Pont del Molí d'en Figueres | Modifica les dades a Wikidata |

## Misc
| imatge | Nom                                                               | Ubicat a | instància de           | Detalls      | coordenades                                                                                            | Protecció | Commons (més fotos)  | Dades a WD                    |
| ------ | ----------------------------------------------------------------- | -------- | ---------------------- | ------------ | --- | --------- | -------------------- | ----------------------------- |
|        | Bassa de la Sala                                                  | Gualba   | bassa                  |              | 41° 41′ 36″ N, 2° 30′ 13″ E / 41.6932°N,2.50352°E ca:Al costat de can Blanxó                           |           |                      | Modifica les dades a Wikidata |
|        | Campana de Gualba de Baix                                         | Gualba   | mobiliari urbà         | 20th century | 41° 42′ 34″ N, 2° 31′ 32″ E / 41.70942°N,2.52564°E ca:A l'entrada de Gualba de Baix,                   |           |                      | Modifica les dades a Wikidata |
|        | Can Pla                                                           | Gualba   | nucli de població      |              | 41° 43′ 02″ N, 2° 31′ 27″ E / 41.717301762816°N,2.5240282101566°E                                      |           |                      | Modifica les dades a Wikidata |
|        | Estació de Gualba                                                 | Gualba   | estació de ferrocarril |              | 41° 43′ 06″ N, 2° 32′ 20″ E / 41.718222222222224°N,2.5388055555555553°E ca:Barri de l'Estació 107 msnm |           | Gualba train station | Modifica les dades a Wikidata |
|        | Granja de Can Joanet                                              | Gualba   | granja                 |              | 41° 43′ 13″ N, 2° 30′ 27″ E / 41.7202332641323°N,2.50745079689341°E                                    |           |                      | Modifica les dades a Wikidata |
|        | Molí de Figuera                                                   | Gualba   | molí d'aigua           |              | 41° 43′ 59″ N, 2° 30′ 17″ E / 41.7330114458528°N,2.50469576441604°E                                    |           |                      | Modifica les dades a Wikidata |
|        | casa consistorial de Gualba                                       | Gualba   | casa consistorial      |              | 41° 43′ 56″ N, 2° 30′ 07″ E / 41.7321091°N,2.5018835°E                                                 |           |                      | Modifica les dades a Wikidata |
|        | corrals de Can Prat                                               | Gualba   | cabana                 |              | 41° 45′ 17″ N, 2° 29′ 41″ E / 41.754729392379°N,2.49480972377083°E                                     |           |                      | Modifica les dades a Wikidata |
|        | rellotge de sol del n. 94 del carrer de la Tordera. Nucli Can Pla | Gualba   | rellotge de sol        | 2002         | 41° 42′ 58″ N, 2° 31′ 57″ E / 41.71612°N,2.53259°E ca:C/ Tordera, 94. Can Pla                          |           |                      | Modifica les dades a Wikidata |